# 侵略罪
侵略罪是国际刑事法院罗马规约管辖的一项罪名，指一国使用武力或以违反《联合国宪章》的任何其他方式侵犯另一国的主权、领土完整或政治独立的行为。

## 历史
1998年，《罗马规约》通过时，侵略罪列入了国际刑事法院管辖的罪名之中（条款5.1），任何罗马规约成员国都必须接受法庭的管辖（条款12.1）。但是，与会国对侵略罪的定义与国际刑事法院执行管辖的条件不能取得一致；《罗马规约》未允许国际刑事法院执行这种司法管辖直至这些争端得到解决（条款5.2）。
2010年6月12日，国际刑事法院成员国在坎帕拉召开的《罗马规约》第一次审查会议上协商一致方式通过《罗马规约》关于侵略罪的修正案，修正案规定了侵略罪的定义，侵略罪认定权问题上赋予联合国安理会首要责任，即如果安理会在获得提交案件后的６个月之内未作出裁定，国际刑事法院检察官可在该院预审庭批准后独自就侵略罪展开调查；与会的安理会五个常任理事国则认为，侵略罪的认定应是安理会的专属权利。

## 定义
《罗马规约》第八条之二
（一）为了本规约的目的，“侵略罪”是指能够有效控制或指挥一个国家的政治或军事行动的人策划、准备、发动或实施一项侵略行为的行为，此种侵略行为依其特点、严重程度和规模，须构成对《联合国宪章》的明显违反。
（二）为了第（一）款的目的，“侵略行为”是指一国使用武力或以违反《联合国宪章》的任何其他方式侵犯另一国的主权、领土完整或政治独立的行为。根据1974年12月14日联合国大会第3314(XXIX)号决议，下列任何行为，无论是否宣战，均应视为侵略行为：
(a) 一国的武装部队对另一国的领土实施侵略或攻击，或此种侵略或攻击导致的任何军事占领，无论其如何短暂，或使用武力对另一国领土或部分领土实施兼并；
(b) 一国的武装部队对另一国的领土实施轰炸，或一国使用任何武器对另一国的领土实施侵犯；
(c) 一国的武装部队对另一国的港口或海岸实施封锁；
(d) 一国的武装部队对另一国的陆、海、空部队或海军舰队和空军机群实施攻击；
(e) 动用一国根据与另一国的协议在接受国领土上驻扎的武装部队，但违反该协议中规定的条件，或在该协议终止后继续在该领土上驻扎；
(f) 一国采取行动，允许另一国使用其置于该另一国处置之下的领土对第三国实施侵略行为；
(g) 由一国或以一国的名义派出武装团伙、武装集团、非正规军或雇佣军对另一国实施武力行为，其严重程度相当于以上所列的行为，或一国大规模介入这些行为。

## 行使管辖权
国际刑事法院对侵略罪的管辖权，通过下述途径：
1. 由缔约国提交
2. 由安全理事会提交

《罗马规约》第十五条之二
对侵略罪行使管辖权（缔约国提交，检察官自行开始调查）
（一） 在不违反本条规定的情况下，法院可根据第十三条第 1 项和第 3 项对侵略罪行使管辖权。
（二） 法院仅可对修正案获得三十个缔约国批准或接受一年后发生的侵略罪行使管辖权。
（三） 法院根据本条对侵略罪行使管辖权，但需由缔约国在 2017 年 1 月 1 日后以通过本规约修正案所需的同样多数做出一项决定。
（四） 法院可以根据第十二条，对因一个缔约国实施的侵略行为导致的侵略罪行使管辖权，除非该缔约国此前曾向书记官长做出声明，表示不接受此类管辖。此类声明可随时撤销，且缔约国须在三年内考虑撤销此类声明。
（五） 对于本规约非缔约国，法院不得对该国国民或在其领土上实施的侵略罪行使管辖权。
（六） 如果检察官认为有合理根据对侵略罪进行调查，他（她）应首先确定安全理事会是否已认定有关国家实施了侵略行为。检察官应将法院处理的情势，包括任何有关的资料和文件，通知联合国秘书长。
（七） 如果安全理事会已做出此项认定，检察官可对侵略罪进行调查。
（八） 如果在通知日后六个月内没有做出此项认定，检察官可对侵略罪进行调查，前提是预审庭已根据第十五条规定的程序授权开始对侵略罪进行调查，并且安全理事会没有根据第十六条做出与此相反的决定。
（九） 法院以外的机构认定侵略行为不妨碍法院根据本规约自行得出的结论。
（十） 本条不妨碍关于对第五条所指其他犯罪行使管辖权的规定。
《罗马规约》第十五条之三
对侵略罪行使管辖权（安全理事会提交情势）
（一） 在不违反本条规定的情况下，法院可根据第十三条第 2 项对侵略罪行使管辖权。
（二） 法院仅可对修正案获得三十个缔约国批准或接受一年后发生的侵略罪行使管辖权。
（三） 法院根据本条对侵略罪行使管辖权，但需由缔约国在 2017 年 1 月 1 日后以通过本规约修正案所需的同样多数做出一项决定。
（四） 法院以外的机构认定侵略行为不妨碍法院根据本规约自行得出的结论。
（五） 本条不妨碍关于对第五条所指其他犯罪行使管辖权的规定。

## 罗马规约侵略罪修正案的缔约国批准情况
截至2020年，有39个《罗马规约》缔约国批准或同意（accede）该修正案。
| 国家           | 批准                | 生效       |
| -------------- | ------------------- | ---------- |
| 安道尔         | 2013-09-26（接纳）  | 2014-09-26 |
| 阿根廷         | 2017-04-28          | 2018-04-28 |
| 奥地利         | 2014-07-17          | 2015-07-17 |
| 比利时         | 2013-11-26          | 2014-11-26 |
|                | 2013-06-04          | 2014-06-04 |
| 智利           | 2016-09-23          | 2017-09-23 |
|                | 2015-02-05          | 2016-02-05 |
|                | 2013-12-20          | 2014-12-20 |
| 賽普勒斯       | 2013-09-25          | 2014-09-25 |
| 捷克           | 2015-03-12 （接纳） | 2016-03-12 |
|                | 2019-09-25          | 2020-09-25 |
| 薩爾瓦多       | 2016-03-03          | 2017-03-03 |
| 爱沙尼亚       | 2013-03-27          | 2014-03-27 |
| 芬兰           | 2015-12-30          | 2016-12-30 |
|                | 2014-12-05          | 2015-12-05 |
| 德国           | 2013-06-03（接纳）  | 2014-06-03 |
|                | 2018-09-28          | 2019-09-28 |
| 冰島           | 2016-06-17          | 2017-06-17 |
| 愛爾蘭         | 2018-09-27          | 2019-09-27 |
| 拉脫維亞       | 2014-09-25          | 2015-09-25 |
| 列支敦斯登     | 2012-05-08          | 2013-05-08 |
| 立陶宛         | 2015-12-07          | 2016-12-07 |
| 盧森堡         | 2013-01-15          | 2014-01-15 |
| 馬爾他         | 2015-01-30          | 2016-01-30 |
| 荷蘭           | 2016-09-23（接纳）  | 2017-09-23 |
| 北馬其頓       | 2016-03-01          | 2017-03-01 |
| 巴勒斯坦       | 2016-06-26          | 2017-06-26 |
| 巴拿马         | 2017-12-06          | 2018-12-06 |
| 巴拉圭         | 2019-04-05（接纳）  | 2020-04-05 |
| 波蘭           | 2014-09-25          | 2015-09-25 |
| 葡萄牙         | 2017-04-11          | 2018-04-11 |
| 萨摩亚         | 2012-09-25          | 2013-09-25 |
| 圣马力诺       | 2014-11-14          | 2015-11-14 |
| 斯洛伐克       | 2014-04-28（接纳）  | 2015-04-28 |
| 斯洛維尼亞     | 2013-09-25          | 2014-09-25 |
| 西班牙         | 2014-09-25          | 2015-09-25 |
| 瑞士           | 2015-09-10          | 2016-09-10 |
| 千里達及托巴哥 | 2012-11-13          | 2013-11-13 |
| 乌拉圭         | 2013-09-26          | 2014-09-26 |